# John Adrian Bondy
John Adrian Bondy é um matemático britânico e canadense.
Foi professor de teoria dos grafos na Universidade de Waterloo, no Canadá. É professor da Universidade Lyon 1, França. Bondy é conhecido por seu trabalho sobre o teorema de Bondy–Chvátal juntamente com Václav Chvátal.
Bondy obteve o Ph.D. em teoria dos grafos na Universidade de Oxford em 1969. Bondy foi editor chefe do Journal of Combinatorial Theory, Series B.

## Obras selecionadas
- Bondy, John Adrian; Murty, U.S.R. (1976), Graph Theory with Applications, North-Holland, consultado em 16 de agosto de 2012, cópia arquivada em |arquivourl= requer |arquivodata= (ajuda) 🔗.[2][3]
- Bondy, John Adrian; Murty, U.S.R. (2008), Graph Theory, Springer.
- Bondy, John Adrian (1971), «Pancyclic graphs I», Journal of Combinatorial Theory, Series B, 11 (1): 80–84, doi:10.1016/0095-8956(71)90016-5.[4]
- Bondy, John Adrian; Hemminger, R. L. (1977), «Graph reconstruction – a survey», Journal of Graph Theory, 1 (3): 227–268, doi:10.1002/jgt.3190010306.[5]